# Amazon Kindle
E-bogslæseren Amazon Kindle er et dedikeret stykke hardware til at læse elektroniske bøger med.

## Historie
Den første Kindle kom på markedet i november 2007, den havde en hukommelse på 250 MB og kunne indeholde op til 200 bøger uden illustrationer, skærmen var på 6 tommer og kunne vise 4 gråtoner. Denne første model blev udsolgt på 5 1/2 time og var herefter udsolgt frem til april 2008.
Kindle 2 blev lanceret 9. februar 2009. Med en mere avanceret skærm med 16 gråtoner, forlænget batterilevetid, hurtigere sideskift og mulighed for tekst-til-tale var Kindle 2 teknisk langt mere avanceret end forgængeren. Hukommelsen var blevet udvidet til 2 GB og kunne nu indeholde 1.500 bøger uden illustrationer. I oktober 2009 blev denne model lanceret i udlandet og kunne herefter købes i 100 lande. Med Kindle 2 blev det muligt at downloade bøger direkte til læseren via en GSM/3G forbindelse.
Med Kindle DX, der blev lanceret i 2009 og oprindeligt var tiltænkt studerende, blev hukommelsen øget til 4 GB og flere nye funktioner blev tilføjet, herunder automatisk tilpasning af læseretningen afhængig af hvad vej skærmen vender og som den første e-bogs læser mulighed for at læse PDF filer. Skærmstørrelsen blev forøget fra 6 tommer til 9,7 tommer.
Den 28. juli 2010 annoncerede Amazon lanceringen af Kindle 3.

## Modeller

### Kindle 3
Kindle 3 fås med 6" eller 9,7" skærm, som kan vise 16 gråtoner. Kindle 3 holder ca. 1-4 uger på en akkumulatoropladning afhængig af om et trådløst net (wireless) er slået til. Grunden til den lange driftstid skyldes at der kun bruges elektrisk energi ved bladring.
Den internationale udgave af Kindle 3 understøtter mobilnettets "free" GPRS, 3G og/eller Wi-Fi, og kan derfor gå på GPRS og 3G i en stor del af verdenen. Kindle 3 kan via mobilnettet og/eller Wi-Fi hente eller købe e-bøger – og gå på www og vise en delmængde af html. Kindle kan også hente opdateringer igennem de trådløse net. Kindle er udstyret med en lille USB-port hvorigennem denne bliver opladet, få overført e-bøger og evt. opdateres.
Med Kindle kan man søge i teksten, lave opslag i ordbøger, indsætte egne noter og bogmærker samt have sit eget mindre bibliotek. Kindle 3 kan gå på nettet og også slå op i den mobile udgave af Wikipedia.

## Filformater
Kindle kan vise Amazons format MobiPocket med eller uden DRM – og pdf-dokumenter. Det skal dog bemærkes at pdf-dokumenter normalt ikke er egnet til e-læsere, da deres visningsformat typisk er låst fast til A4 eller US letter. Kun e-boglæsere der opløsningsmæssigt kan vise en hel A4/letter-side, kan med rimelig sikkerhed vise PDF-dokumenter uden ulemper.
Det åbne EPUB-e-bogsformat understøttes ikke af Kindles firmware, men EPUB-bøger uden DRM kan konverteres til MobiPocket via det gratis multiplatforms PC-program Calibre.
Bøger i MobiPocket-formatet kaldes populært Kindle-bøger. E-bøger til Kindle kan kun købes fra Amazon, der også sælger e-bogslæserne.
Kindle læseprogrammer til bl.a. MobiPocket og .azw-format med eller uden DRM, kan downloades fra Amazon til PC og Mac-computere samt flere forskellige smartphones.

## Udgivelser
I juli 2010 blev Stieg Larsson den første forfatter som solgte over 1 million Kindle bøger.